# George Oppenheimer
George Oppenheimer (* 7. Februar 1900 in New York City, New York; † 14. August 1977 ebenda) war ein US-amerikanischer Drehbuchautor und Liedtexter, der einmal für den Oscar für die beste Originalgeschichte nominiert war.

## Leben und Karriere
Oppenheimer begann seine Laufbahn als Drehbuchautor in der Filmwirtschaft Hollywoods 1933 bei der von Frank Tuttle inszenierten Fantasyfilmkomödie Roman Scandals mit Eddie Cantor und Ruth Etting in den Hauptrollen. Daneben arbeitete er seit 1935 auch als Liedtexter und schrieb die Texte für Songs wie „I Feel a Song Coming On“, der in zahlreichen Filmen gespielt wurde.
Für den Film Drei Männer im Paradies (1938), einer Verfilmung des Romans Drei Männer im Schnee, von Erich Kästner steuerte er zusammen mit Harry Ruskin das Drehbuch bei. Bei der Oscarverleihung 1943 wurde Oppenheimer für den Oscar für das beste Originaldrehbuch nominiert, und zwar für den Spielfilm The War Against Mrs. Hadley (1942) von Harold S. Bucquet mit Fay Bainter, Edward Arnold und Richard Ney.
Oppenheimer, der auch Sketche für Musicalrevuen am Broadway wie Dance Me a Song (1950) schrieb, wirkte als Drehbuchautor und Liedtexter bei der Herstellung von 46 Filmen und Fernsehserien mit.

## Filmografie (Auswahl)
- 1935: Spione küßt man nicht (Rendezvous)
- 1936: Lustige Sünder (Libeled Lady)
- 1937: The Last of Mrs. Cheyney
- 1937: Die Marx Brothers: Ein Tag beim Rennen (A Day at the Races)
- 1938: Three Loves Has Nancy
- 1938: Schnelle Fäuste (The Crowd Roars)
- 1938: Der Lausbub aus Amerika (A Yank at Oxford)
- 1938: Drei Männer im Paradies (Paradise for Three)
- 1940: Broadway Melodie 1940 (Broadway Melody of 1940)
- 1940: Liebling, du hast dich verändert (I Love You Again)
- 1941: Die Frau mit den zwei Gesichtern (Two-Faced Woman)
- 1942: The War Against Mrs. Hadley
- 1948: Die Liebesabenteuer des Don Juan (Adventures of Don Juan)
- 1950: Mordsache: Liebe (Perfect Strangers)
- 1953: Boccaccios große Liebe (Decameron Nights)

## Veröffentlichungen
- The Passionate Playgoer. A Personal Scrapbook, 1958